# Saint-Vincent-Cramesnil
Saint-Vincent-Cramesnil és un municipi francès situat al departament del Sena Marítim i a la regió de Normandia. L'any 2007 tenia 591 habitants.

## Demografia

### Població
El 2007 la població de fet de Saint-Vincent-Cramesnil era de 591 persones. Hi havia 209 famílies de les quals 32 eren unipersonals (20 homes vivint sols i 12 dones vivint soles), 63 parelles sense fills, 106 parelles amb fills i 8 famílies monoparentals amb fills.
La població ha evolucionat segons el següent gràfic:
Habitants censats

### Habitatges
El 2007 hi havia 211 habitatges, 203 eren l'habitatge principal de la família, 2 eren segones residències i 6 estaven desocupats. 209 eren cases i 2 eren apartaments. Dels 203 habitatges principals, 184 estaven ocupats pels seus propietaris, 18 estaven llogats i ocupats pels llogaters i 2 estaven cedits a títol gratuït; 3 tenien dues cambres, 9 en tenien tres, 52 en tenien quatre i 139 en tenien cinc o més. 174 habitatges disposaven pel capbaix d'una plaça de pàrquing. A 64 habitatges hi havia un automòbil i a 135 n'hi havia dos o més.

### Piràmide de població
La piràmide de població per edats i sexe el 2009 era:
| Homes | Edats   | Dones |
| ----- | ------- | ----- |
| 0     | 95 o +  | 0     |
| 0     | 90 a 94 | 0     |
| 8     | 85 a 89 | 0     |
| 0     | 80 a 84 | 0     |
| 8     | 75 a 79 | 8     |
| 20    | 70 a 74 | 8     |
| 0     | 65 a 69 | 8     |
| 12    | 60 a 64 | 8     |
| 12    | 55 a 59 | 12    |
| 16    | 50 a 54 | 28    |
| 24    | 45 a 49 | 24    |
| 28    | 40 a 44 | 16    |
| 12    | 35 a 39 | 20    |
| 16    | 30 a 34 | 20    |
| 8     | 25 a 29 | 4     |
| 8     | 20 a 24 | 16    |
| 32    | 15 a 19 | 16    |
| 16    | 10 a 14 | 20    |
| 8     | 5 a 9   | 12    |
| 20    | 0 a 4   | 16    |

## Economia
El 2007 la població en edat de treballar era de 366 persones, 259 eren actives i 107 eren inactives. De les 259 persones actives 246 estaven ocupades (136 homes i 110 dones) i 13 estaven aturades (3 homes i 10 dones). De les 107 persones inactives 39 estaven jubilades, 35 estaven estudiant i 33 estaven classificades com a «altres inactius».

### Ingressos
El 2009 a Saint-Vincent-Cramesnil hi havia 207 unitats fiscals que integraven 603 persones, la mediana anual d'ingressos fiscals per persona era de 22.912 €.

### Activitats econòmiques
Dels 9 establiments que hi havia el 2007, 3 eren d'empreses de construcció, 1 d'una empresa de comerç i reparació d'automòbils, 1 d'una empresa de transport, 1 d'una empresa d'informació i comunicació i 3 d'empreses de serveis.
Dels 4 establiments de servei als particulars que hi havia el 2009, 1 era un paleta, 1 fusteria, 1 lampisteria i 1 restaurant.
L'únic establiment comercial que hi havia el 2009 era una botiga d'equipament de la llar.
L'any 2000 a Saint-Vincent-Cramesnil hi havia 7 explotacions agrícoles.

## Equipaments sanitaris i escolars
El 2009 hi havia una escola elemental.

## Poblacions més properes
El següent diagrama mostra les poblacions més properes.